# Europejska Komisja Gospodarcza
Europejska Komisja Gospodarcza (EKG) (ang. United Nations Economic Commission for Europe, skrót: UNECE lub ECE) – jedna z pięciu komisji regionalnych Organizacji Narodów Zjednoczonych pod jurysdykcją Rady Gospodarczej i Społecznej. Powołano ją do życia w 1947 roku w celu promowania współpracy gospodarczej i integracji pomiędzy państwami członkowskimi. Siedzibą UNECE jest Genewa.
Komisja składa się z 56 państw członkowskich, z których większość znajduje się w Europie. Do jej transkontynentalnych euroazjatyckich i pozaeuropejskich państw członkowskich należą: Armenia, Azerbejdżan, Kanada, Gruzja, Izrael, Kazachstan, Kirgistan, Federacja Rosyjska, Tadżykistan, Turkmenistan, Stany Zjednoczone i Uzbekistan.

## Historia
Komisja została powołana przez Radę Gospodarczą i Społeczną 28 marca 1947 r. w celu "inicjowania i uczestniczenia w środkach ułatwiających wspólne działanie na rzecz gospodarczej odbudowy Europy", jak również w celu "utrzymywania i wzmacniania stosunków gospodarczych krajów europejskich, zarówno między sobą, jak i z innymi krajami świata".
Powstała na wniosek Zgromadzenia Ogólnego Narodów Zjednoczonych, które wezwało Radę Gospodarczą i Społeczną do utworzenia komisji, podobnie jak Komisji dla Azji i Dalekiego Wschodu, w celu "udzielenia skutecznej pomocy krajom zniszczonym przez wojnę".
Ponieważ komisja została powołana na początku zimnej wojny, napotkała trudności w realizacji mandatu odbudowy gospodarczej Europy z powodu żelaznej kurtyny. Prace komisji musiały dotyczyć tylko kwestii, które były przedmiotem wspólnego zainteresowania Wschodu i Zachodu, aby nie doprowadzić do konfrontacji. Jednak od upadku Związku Radzieckiego komisje gospodarcze ONZ rozszerzają swoją działalność w byłych republikach radzieckich. 

## Mandat i zakres działania
EKG jako wielostronna platforma służy zwiększeniu integracji gospodarczej i współpracy między państwami członkowskimi oraz promuje zrównoważony rozwój i dobrobyt gospodarczy poprzez: 
- dialog polityczny,
- negocjowanie międzynarodowych instrumentów prawnych,
- opracowywanie przepisów i norm,
- wymianę i stosowanie najlepszych praktyk oraz wiedzy ekonomicznej i technicznej,
- współpracę techniczną z krajami o gospodarkach w okresie przejściowym[5].

Głównymi obszarami działania EKG są:
- polityka środowiskowa,
- transport lądowy,
- statystyka,
- zrównoważona energetyka,
- standardy w handlu,
- lasy i przemysł leśny,
- rozwój obszarów miejskich, mieszkalnictwo i zarządzanie gruntami,
- innowacje, konkurencja i partnerstwa publiczno-prywatne[6].

EKG współpracuje z UE, z wyraźnymi sukcesami na polu ochrony środowiska, czego wyrazem jest przyjęcie przez UE czterech konwencji o kontroli zanieczyszczeń. Ścisła współpraca podejmowana jest również w zakresie transportu, handlu, standardów konstrukcji pojazdów mechanicznych, przemysłu chemicznego i stalowego, przekazywania danych drogą elektroniczną.

## Sekretarz wykonawczy
Od 2023 roku sekretarzem wykonawczym Komisji jest Tatiana Molcean, mołdawska dyplomatka. Poprzednio, w latach 2005–2008, funkcję sekretarza wykonawczego Komisji sprawował m.in. były premier Polski, Marek Belka, natomiast w latach 2001–2002 Danuta Hübner, późniejszy komisarz ds. polityki regionalnej UE w latach 2004–2009.

## Członkowie
Komisja liczy 56 członków (państwa europejskie, państwa byłego ZSRR, Izrael, Kanada, USA):
- Albania
- Andora
- Armenia
- Austria
- Azerbejdżan
- Belgia
- Białoruś
- Bośnia i Hercegowina
- Bułgaria
- Chorwacja
- Cypr
- Czarnogóra
- Czechy
- Dania
- Estonia
- Finlandia
- Francja
- Grecja
- Gruzja
- Hiszpania
- Holandia
- Irlandia
- Islandia
- Izrael
- Kanada
- Kazachstan
- Kirgistan
- Liechtenstein
- Litwa
- Luksemburg
- Łotwa
- Macedonia
- Malta
- Mołdawia
- Monako
- Niemcy
- Norwegia
- Polska
- Portugalia
- Rosja
- Rumunia
- Słowenia
- Słowacja
- San Marino
- Serbia
- Stany Zjednoczone
- Szwajcaria
- Szwecja
- Tadżykistan
- Turcja
- Turkmenistan
- Ukraina
- Uzbekistan
- Węgry
- Wielka Brytania
- Włochy

W Europejskiej Komisji Gospodarczej Unia Europejska posiada status obserwatora.